# Kushanshahr
Il Kushanshahr era una satrapia dell'Impero Sasanide. Corrisponde all'odierno Pakistan nord-occidentale.